# プログレスMS-05
プログレスMS-05（ロシア語: Прогресс МC-05）はロスコスモスが国際宇宙ステーション（ISS）への補給のために打ち上げた無人宇宙補給機である。NASA とおよびJAXAではプログレス66または66Pとも呼称される。

## 打ち上げ
プログレスMS-05は2017年2月22日5:58:33 UTC にカザフスタンのバイコヌール宇宙基地から打ち上げられた。ソユーズ-Uロケットの786回目にして最後の打ち上げであった。

## ドッキング
プログレスMS-05は2017年2月24日08:34 UTCにピアースモジュール天底側のドッキングポートにドッキングした。

## 貨物
プログレスMS-05は国際宇宙ステーションに2,450kgの補給物資（705kgの推進剤、50kgの酸素および空気、420kgの水のほか、食料や日用品など）を輸送した。